# Электронно-механический преобразователь
Электронно-механический преобразователь — электровакуумный электронный или газоразрядный прибор, действие которого основано на механическом управлении электронным или ионным потоком. Предназначены для преобразования в электрический сигнал механических линейных и угловых перемещений, скоростей, ускорений движущихся объектов, избыточных давлений и разрежений, параметров вибрации и др.

## Классификация
По принципу действия:
- преобразователи с механически управляемыми электродами — механотрон;
- преобразователи, основанные на инерционно-плазменном эффекте — инплады (другие названия: ипнплатрон, инпладрон);
- преобразователи с управлением путём изменения внешнего электрического поля;
- преобразователи с магнитным управлением электронным током.

## Основные требования
- Однозначность характеристики преобразования.
- Высокая линейность характеристики преобразования.
- Высокая чувствительность.
- Устойчивость к влиянию окружающей среды (колебания температуры, атмосферного давления, влажности).
- Устойчивость к механическим нагрузкам.
- Большой срок службы и высокая надёжность.
- Минимальные габаритные размеры и масса.